# Campionati del mondo Ironman 70.3 del 2017
La gara valida per i Campionati del mondo Ironman 70.3 del 2017 si è tenuta in data 10 settembre a Chattanooga, Stati Uniti d'America.
Tra gli uomini ha vinto lo spagnolo Francisco Javier Gómez Noya, mentre tra le donne si è laureata campionessa del mondo ironman 70.3 la svizzera Daniela Ryf .
Si è trattata della 12ª edizione dei campionati mondiali di Ironman 70.3, che si tengono annualmente dal 2006. I campionati sono organizzati dalla World Triathlon Corporation (WTC).

## Ironman 70.3 - Risultati dei Campionati

### Uomini
| Pos. | Tempo    | Nome                        | Paese       | Ripartizione tempi | Ripartizione tempi | Ripartizione tempi | Ripartizione tempi | Ripartizione tempi |
| Pos. | Tempo    | Nome                        | Paese       | Nuoto              | T1                 | Bici               | T2                 | Corsa              |
| ---- | -------- | --------------------------- | ----------- | ------------------ | ------------------ | ------------------ | ------------------ | ------------------ |
|      | 03:49:44 | Francisco Javier Gómez Noya | Spagna      | 00:24:08           | 01:36              | 02:12:27           | 01:04              | 01:10:29           |
|      | 03:51:06 | Ben Kanute                  | Stati Uniti | 00:24:03           | 01:42              | 01:59:43           | 00:48              | 01:18:22           |
|      | 03:51:59 | Tim Don                     | Regno Unito | 00:24:58           | 01:47              | 01:59:48           | 00:58              | 01:16:54           |
| 4    | 03:53:32 | Sam Appleton                | Australia   | 00:25:01           | 01:54              | 02:07:23           | 01:00              | 01:16:35           |
| 5    | 03:54:44 | Sebastian Kienle            | Germania    | 00:28:22           | 01:38              | 02:11:59           | 00:57              | 01:09:41           |
| 6    | 03:55:17 | Maurice Clavel              | Germania    | 00:25:07           | 01:45              | 02:02:59           | 00:49              | 01:15:05           |
| 7    | 03:56:20 | Tyler Butterfield           | Bermuda     | 00:25:18           | 01:53              | 02:13:25           | 01:03              | 01:14:44           |
| 8    | 03:56:33 | Andreas Dreitz              | Germania    | 00:26:39           | 02:17              | 02:12:05           | 01:07              | 01:17:17           |
| 9    | 03:56:53 | Ivan Tutukin                | Russia      | 00:26:24           | 01:51              | 02:09:24           | 00:50              | 01:19:59           |
| 10   | 03:57:36 | Pieter Heemeryck            | Belgio      | 00:25:27           | 01:38              | 02:13:23           | 01:03              | 01:18:36           |

### Donne
| Pos. | Tempo    | Nome               | Paese       | Ripartizione tempi | Ripartizione tempi | Ripartizione tempi | Ripartizione tempi | Ripartizione tempi |
| Pos. | Tempo    | Nome               | Paese       | Nuoto              | T1                 | Bici               | T2                 | Corsa              |
| ---- | -------- | ------------------ | ----------- | ------------------ | ------------------ | ------------------ | ------------------ | ------------------ |
|      | 04:11:59 | Daniela Ryf        | Svizzera    | 02:26:00           | 02:02              | 02:20:20           | 01:06              | 01:22:05           |
|      | 04:18:36 | Emma Pallant       | Regno Unito | 03:53:00           | 01:49              | 02:28:00           | 01:06              | 01:19:48           |
|      | 04:19:40 | Laura Philipp      | Germania    | 05:47:00           | 01:58              | 02:25:45           | 00:58              | 01:21:12           |
| 4    | 04:21:40 | Sarah True         | Stati Uniti | 01:38:00           | 02:05              | 02:30:16           | 00:56              | 01:22:45           |
| 5    | 04:22:12 | Helle Frederiksen  | Danimarca   | 02:23:00           | 02:06              | 02:29:07           | 00:55              | 01:23:41           |
| 6    | 04:24:04 | Annabel Luxford    | Australia   | 02:35:00           | 02:10              | 02:28:53           | 00:48              | 01:25:38           |
| 7    | 04:25:39 | Heather Wurtele    | Canada      | 03:52:00           | 02:09              | 02:27:34           | 01:04              | 01:27:00           |
| 8    | 04:26:30 | Jeanni Seymour     | Sudafrica   | 03:40:00           | 01:56              | 02:28:20           | 00:52              | 01:27:42           |
| 9    | 04:27:00 | Haley Chura        | Stati Uniti | 01:35:00           | 02:05              | 02:31:55           | 01:05              | 01:26:20           |
| 10   | 04:27:36 | Melissa Hauschildt | Australia   | 06:22:00           | 02:06              | 02:28:22           | 01:15              | 01:25:31           |